# Denise Legeay
Denise Legeay (22 de janeiro de 1898 – 27 de maio de 1968) foi uma atriz francesa, cuja carreira atingiu o auge durante a era do cinema mudo da década de 1920. Legeay fez sua estreia no cinema aos 23 anos, no filme de 1921 L’infante à la rose e continuou a atuar em filmes até 1926.

## Filmografia selecionada
- Zigano (1925)
- Der Mann ohne Nerven (1924)